# Powernext
Powernext is een Franse beurs gevestigd in Parijs, waar energie verhandeld wordt. 
Powernext is opgericht in juli 2001 en is een dochtermaatschappij van Euronext. Het heeft zo'n 90 Europese klanten. De klanten zijn zowel producenten als afnemers. Daarnaast handelen diverse financiële bedrijven op de beurs.